# Distremocephalus californicus
Distremocephalus californicus is een keversoort uit de familie Phengodidae. De wetenschappelijke naam van de soort is voor het eerst geldig gepubliceerd in 1918 door Van Dyke.